# Benjamin Becker
Benjamin Becker (* 16. června 1981, Merzig, Německo) je současný německý profesionální tenista. Jeho maximem v žebříčku ATP je ve dvouhře 35. místo (Říjen 2014), a ve čtyřhře 58. místo (Červenec 2010). Ve své dosavadní kariéře zatím vyhrál 1 turnaj ATP World Tour ve dvouhře. K dubnu 2015 jej trénoval bývalý rumunský tenista Andrei Pavel.

## Finálové účasti na turnajích ATP World Tour (4)

### Dvouhra - výhry (1)
| Legenda                                                       |
| ATP International Series Gold / ATP World Tour 500 Series (0) |
| ATP International Series / ATP World Tour 250 Series (1)      |

| Č. | Datum           | Turnaj                       | Povrch | Soupeř ve finále | Výsledek |
| 1. | 20. červen 2009 | 's-Hertogenbosch, Nizozemsko | tráva  | Raemon Sluiter   | 7-5, 6-3 |

### Dvouhra - prohry (1)
| Legenda                                                  |
| ATP International Series / ATP World Tour 250 Series (1) |

| Č. | Datum         | Turnaj           | Povrch    | Vítěz            | Výsledek |
| 1. | 30. září 2007 | Bangkok, Thajsko | tvrdý (h) | Dmitrij Tursunov | 6-2, 6-1 |

### Čtyřhra - prohry (2)
| Legenda                                                  |
| ATP International Series / ATP World Tour 250 Series (2) |

| Č. | Datum         | Turnaj           | Povrch    | Partner        | Vítězové               | Výsledek    |
| 1. | 2. srpen 2009 | Los Angeles, USA | tvrdý     | Frank Moser    | Bob Bryan Mike Bryan   | 6-4, 7-6(2) |
| 2. | 14. únor 2010 | San José, USA    | tvrdý (h) | Leonardo Mayer | Mardy Fish Sam Querrey | 7-6(3), 7-5 |

## Davisův pohár
Benjamin Becker se zúčastnil 1 zápasu v Davisově poháru  za tým Německa s bilancí 0-2 ve dvouhře.

## Postavení na žebříčku ATP na konci sezóny

### Dvouhra
| Rok    | 2000 | 2001 | 2002   | 2003 | 2004 | 2005   | 2006  | 2007  | 2008   | 2009  |
| Pořadí | 814. | ▼ x  | ▲ 949. | ▼ x  | ▬ x  | ▲ 477. | ▲ 58. | ▼ 87. | ▼ 130. | ▲ 40. |

### Čtyřhra
| Rok    | 2000  | 2001 | 2002    | 2003 | 2004 | 2005   | 2006   | 2007   | 2008   | 2009   |
| Pořadí | 1474. | ▼ x  | ▲ 1536. | ▼ x  | ▬ x  | ▲ 743. | ▲ 260. | ▲ 103. | ▼ 588. | ▲ 128. |